# Клериссо, Шарль-Луи
Шарль-Луи́ Клериссо́ (фр. Charles-Louis Clérisseau; 28 августа 1721, Париж — 19 января 1820, Отёй) — французский архитектор, декоратор, рисовальщик, антиквар и живописец. В 1749—1754 и 1762—1767 годах работал В Италии, главным образом в Риме. Знаток классического искусства и древнеримской архитектуры. Оказал значительное влияние на формирование и развитие художественного стиля европейского неоклассицизма середины и второй половины XVIII века.

## Биография

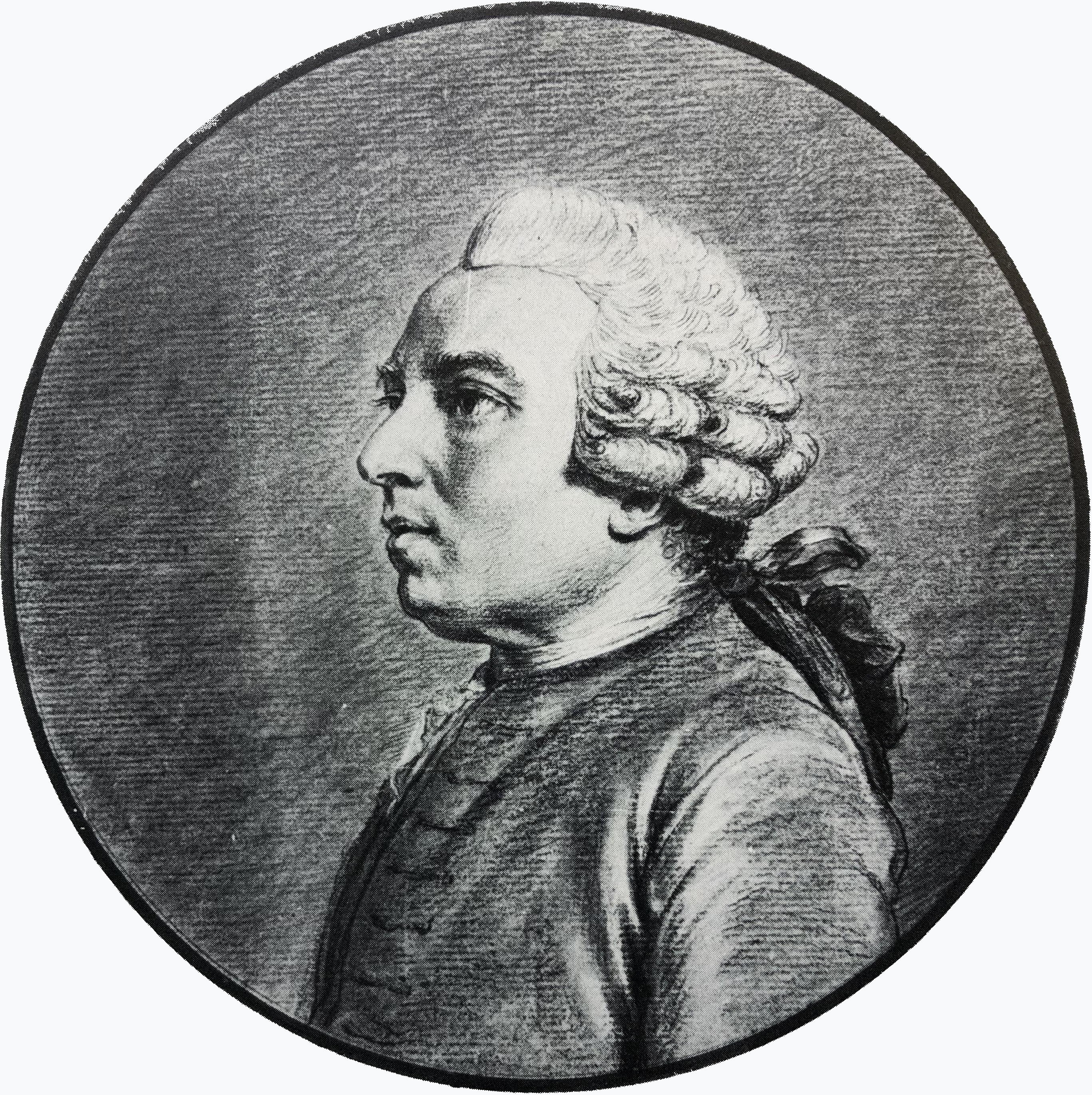
И. Фишер. Портрет Ш.-Л. Клериссо. Ок. 1772 г.

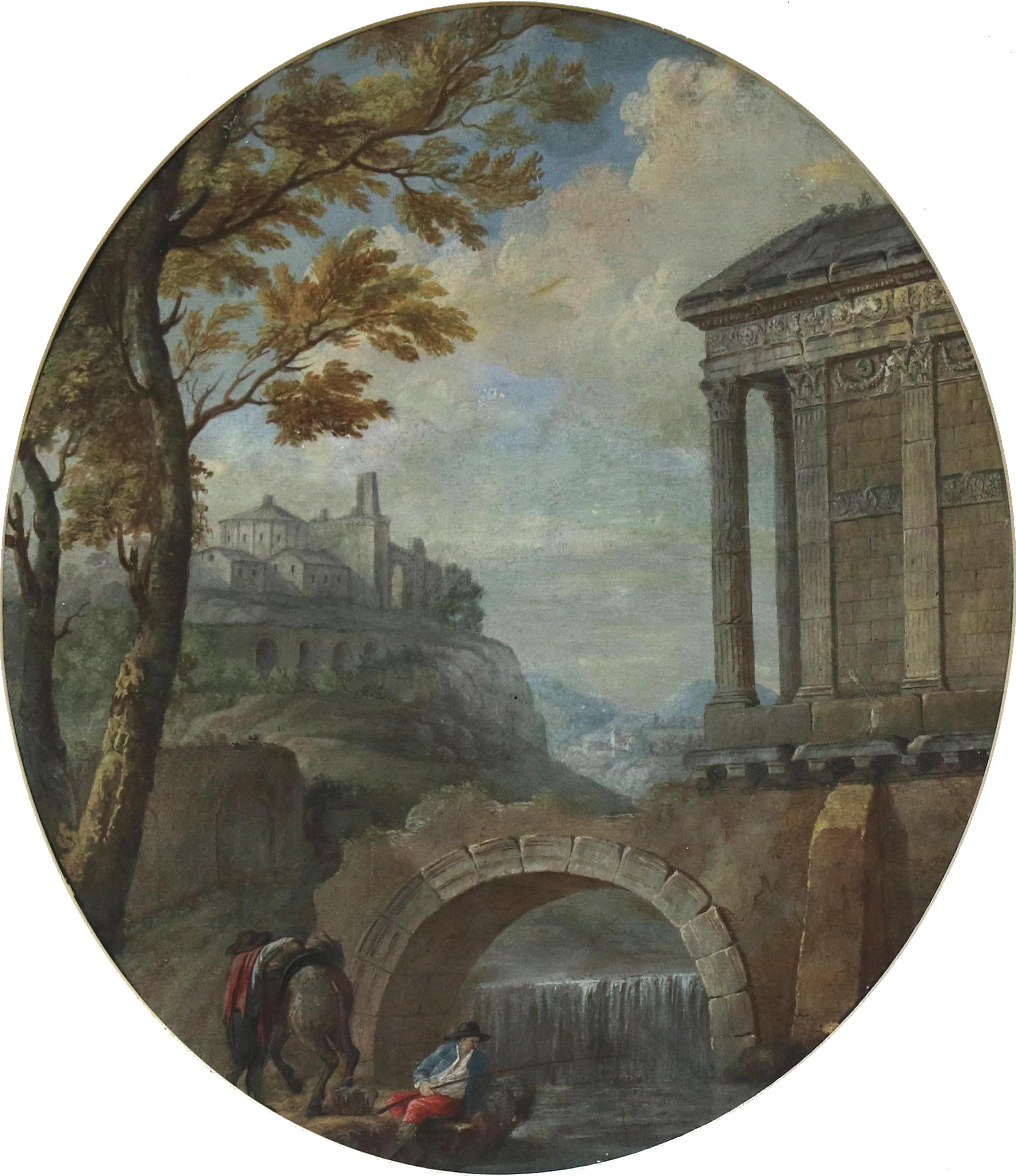
Ш.-Л. Клериссо. Каприччо Тиволи. 1769. Бумага, гуашь

Клериссо был учеником французского архитектора Жермена Бофрана. В 1746 году выиграл Римскую премию за проект на тему «Гранд-отель». В Риме с 1749 года учился у живописца Джованни Паоло Панини, мастера архитектурных ведут, занимался во Французской Академии в Риме. Познакомился с выдающимся архитектором и гравёром Джованни Баттиста Пиранези и с живописцем Клодом-Жозефом Верне; в 1752 году все трое отправились в поездку с целью изучения древнеримской виллы Адриана в Тиволи.
В 1755 году шотландский архитектор Роберт Адам прибыл во Флоренцию, где познакомился с Клериссо, который сопровождал его в Рим; там честолюбивый Адам решил под руководством Клериссо создать и по возвращении в Британию выпустить том c архитектурными обмерами и гравюрами, изображающими памятники древнеримской архитектуры. В конечном итоге для обследования были выбраны руины дворца римского императора Диоклетиана в Спалато (Сплите) на побережье Далмации. В течение пяти недель в 1757 году Адам делал наброски и руководил обмерами руин, в то время как Клериссо рисовал перспективные виды, а два немецких рисовальщика выполняли обмерные чертежи. Считается, что большинство опубликованных в 1764 году гравюр в издании Адама «Руины дворца императора Диоклетиана в Спалато в Далмации» (Ruins of the Palace of the Emperor Diocletian at Spalatro in Dalmatia) сделаны по рисункам Клериссо.
Клериссо участвовал в археологических изысканиях в Риме, Неаполе и Помпеях. В Риме у Шарля-Луи Клериссо учился шотландский архитектор Чарлз Камерон. Клериссо создал большое количество рисунков, изображающих древние памятники Италии. Они были очень популярны в Англии, особенно благодаря Роберту Адаму, который заказал их гравирование Франческо Бартолоцци, Франческо Дзукки и Паоло Сантини.
В 1769 году Шарль-Луи Клериссо был единогласно принят в члены Королевской Академии живописи и скульптуры в Париже.
Со временем Клериссо стал авторитетным знатоком и наставником («чичероне») для целого поколения молодых студентов-архитекторов, которые выигрывали престижную Римскую премию для прохождения обучения во Французской академии в Риме. Со времён Высокого Возрождения, древний и современный Рим превратился в интернациональный художественный анклав, а руины классической античности сами по себе представляли собой школу. Клериссо был также руководителем молодых французских и британских аристократов-любителей искусства во время их Гран-тура. Его рисунки архитектурных деталей античной архитектуры, реальных и воображаемых римских руин помогли сформировать вкусы многих молодых архитекторов.
Первого декабря 1763 года в церкви Сан-Луиджи-дей-Франчези в Риме Клериссо женился на Терезе, дочери скульптора Пьера де л’Эсташ. В 1771—1775 годах французский архитектор жил и работал в Лондоне. Вернувшись в Париж, Клериссо помогал молодым архитекторам работать в «римском стиле». В 1775 году для частного особняка Лорана Гримода де ла Рейньера (Hôtel Grimod de La Reynière), расположенного на углу улицы Буасси-д’Англэ и авеню Габриэль в Париже, Клериссо создал первый во французской столице образец декора, вдохновленного находками из Помпей и Геркуланума в Италии. В 1788 году в Париже был опубликован первый (оказавшийся единственным) том из запланированной серии альбомов Клериссо «Древности Франции» (Antiquités de la France), в котором были представлены античные памятники на территории юга страны.
В 1785 году Томас Джефферсон, в то время посол Соединённых Штатов Америки во Франции, попросил у Клериссо увиденные у него эскизы. Они послужили одним из источников при создании Белого дома в Вашингтоне, в частности, его южного фасада с характерным портиком, построенным в 1824 году. Джефферсон также заказал Клериссо проект Капитолия штата Вирджиния на основе «Квадратного дома» (Maison Carrée), древнеримского храма в Ниме в южной Франции. Джефферсон имел в виду иллюстрацию первого тома предполагаемой серии альбомов «Древности Франции», опубликованного в Париже в 1788 году с подзаголовком «Monumens de Nismes». В фолио были включены подробные гравюры Maison Carrée, которые Джефферсон назвал «одним из самых красивых, если не самым красивым и драгоценным кусочком архитектуры, оставленным нам древностью».
18 февраля 1815 года Шарль-Луи Клериссо стал кавалером ордена Почётного легиона.
Скончался архитектор 19 января 1820 года в возрасте девяностa восьми лет, похоронен на кладбище Отёй (в южной части Парижа).

## Шарль-Луи Клериссо и екатерининский классицизм в России
В своих рисунках, акварелях и проектных чертежах римского периода Клериссо использовал мотивы античного искусства, в частности орнамента гротеска. Свой стиль Клериссо называл «этрусским» (в то время этому термину придавали широкое значение, обозначая им все античные памятники на территории Италии). Сложилось так, что два самых выдающихся из последователей Клериссо — Р. Адам и Ч. Камерон — оказались главными распространителями «этрусского стиля» в странах «к Северу от Альп». Роберт Адам вернулся в Лондон, а Чарлз Камерон в 1779 году из Лондона прибыл в Санкт-Петербург.
Сам Клериссо не бывал в России, тем не менее, его значение в формировании искусства русского классицизма во второй половине XVIII века (в одно время с западноевропейским неоклассицизмом) было велико. Издания Р. Адама и Ш.-Л. Клериссо привлекли внимание российской императрицы Екатерины Великой, которая в 1773 году запросила у архитектора планы «античного дома», который она захотела построить в Царском Селе. Императрица была раздосадована, когда получила планы, оказавшиеся более сложными, чем она ожидала: «грандиозный римский дворец», описанный «как термы Каракаллы, встроенные в виллу Адриана». Сведения об оплате этого, как и последующего проектов, отсутствуют.
В 1778 году Екатерина снова обратилась к Клериссо через своего корреспондента барона Фридриха Мельхиора Гримма и договорилась о покупке у него более тысячи рисунков и произведений искусства. В 1780 году императрица послала Клериссо запрос о проектировании триумфальной арки для России. Клериссо за четыре с половиной месяца выполнил чертежи и объёмную модель, но, когда планы прибыли, императрица опять решила, что проект будет слишком большим и дорогим, и отказалась от его реализации. Тем не менее, в знак признания художественных достижений и усилий в её интересах императрица своим указом 31 июля 1781 года сделала Клериссо «Почётным вольным общником» Императорской академии художеств в Санкт-Петербурге и присвоила ему титул Первого архитектора Её Императорского Величества (Premier Architecte de Sa Majestée Impériale). Известно также, что проект «Монументальных ворот» вызвал положительную оценку и оказал заметное влияние на творчество Джакомо Кваренги в Санкт-Петербурге.
В итоге императрица Екатерина II в том же 1780 году приобрела полное собрание рисунков Клериссо — восемнадцать коробок, не считая отдельных поступлений. Ныне они хранятся в собрании Государственного Эрмитажа в Санкт-Петербурге. Высказывается предположение, что архитектор русского ампира К. Росси и многие другие изучали собрание рисунков Клериссо в Императорском Эрмитаже.
Выставка эрмитажного собрания работ Клериссо была представлена в 1995 году в Лувре в Париже, а в 1996 году в Санкт-Петербурге; иллюстрированный каталог с заметками и эссе был опубликован в 1995 году в Париже издательством «Editions de la Réunion des Musées Nationaux». Другая часть рисунков и акварелей Клериссо хранится в музее Фитцуильям в Кембридже, Англия. Значительные собрания работ Клериссо также хранятся в Музее сэра Джона Соуна в Лондоне (четыре рисунка и двадцать две работы гуашью можно увидеть на веб-сайте музея).
Работы Клериссо также находятся в коллекциях Лувра, Музея Кантини в Марселе, Музея Виктории и Альберта, Фонда королевских коллекций, Художественной галереи Уитворта при Манчестерском университете, Альбертины в Вене, Рейксмюсеума в Амстердаме, Метрополитен-музея в Нью-Йорке, Музей изящных искусств в Бостоне, Художественный музей Флеминга в Университете Вермонта, Музей Блэнтона в Остине, Библиотека Хантингтона в Сан-Марино, Калифорния.

## Галерея

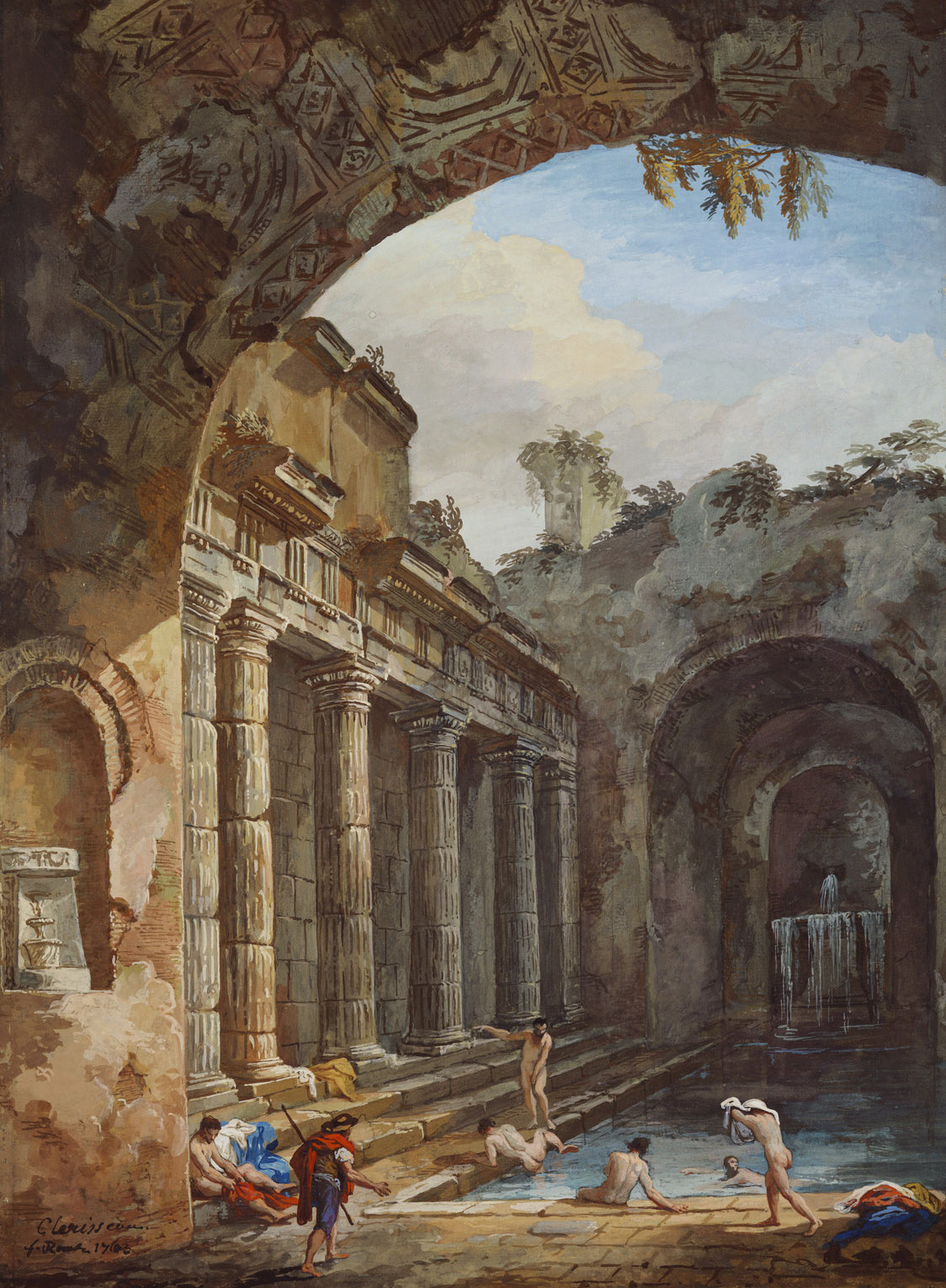
Руины римских терм. 1763. Бумага, гуашь. Королевская коллекция, Лондон
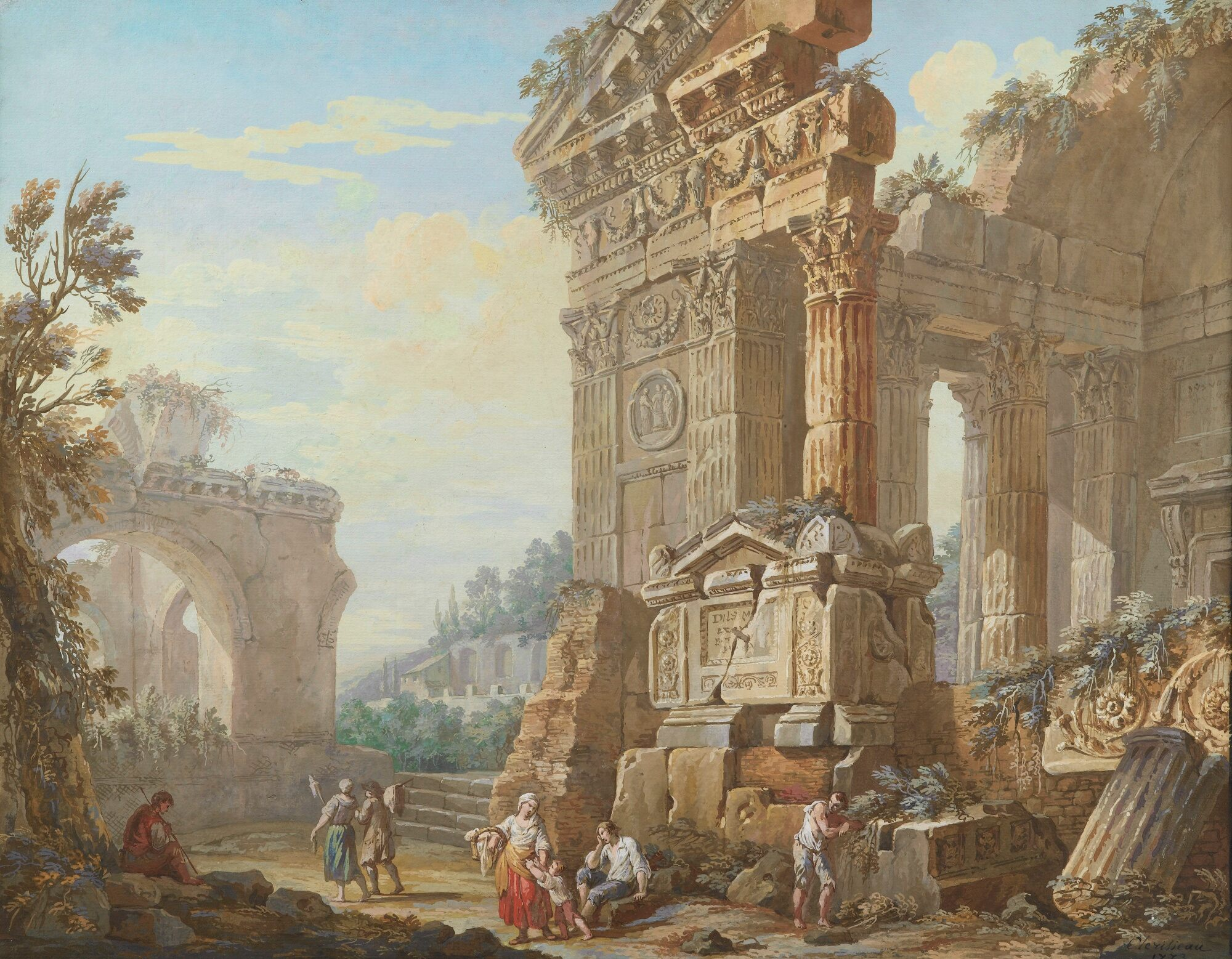
Каприччо римских руин с крестьянами на переднем плане. 1773. Бумага, гуашь. Частное собрание
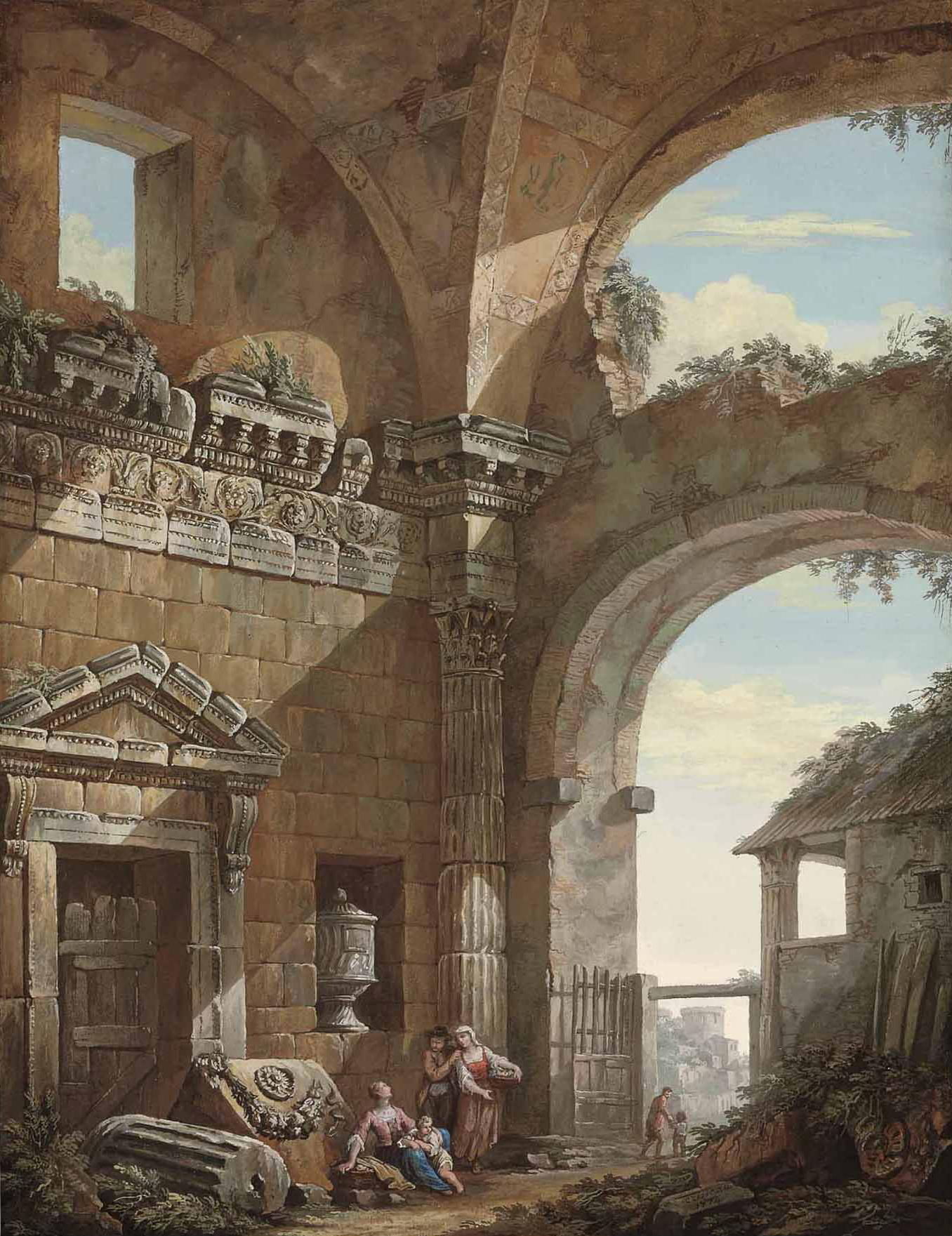
Архитектурное каприччо с крестьянами. 1773. Бумага, гуашь. Частное собрание
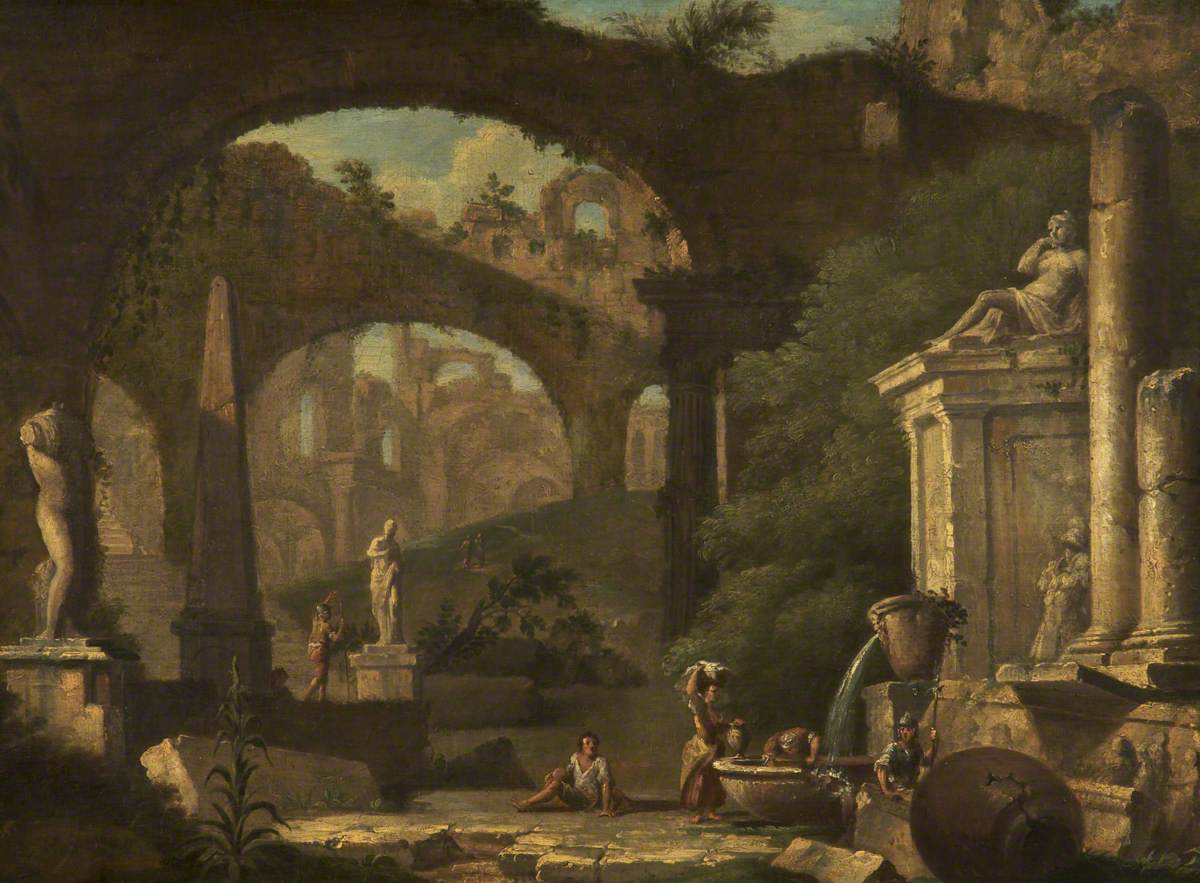
Каприччо с классическими руинами. Ок. 1770 г. Холст, масло. Галерея Уитворт, Университет Манчестера
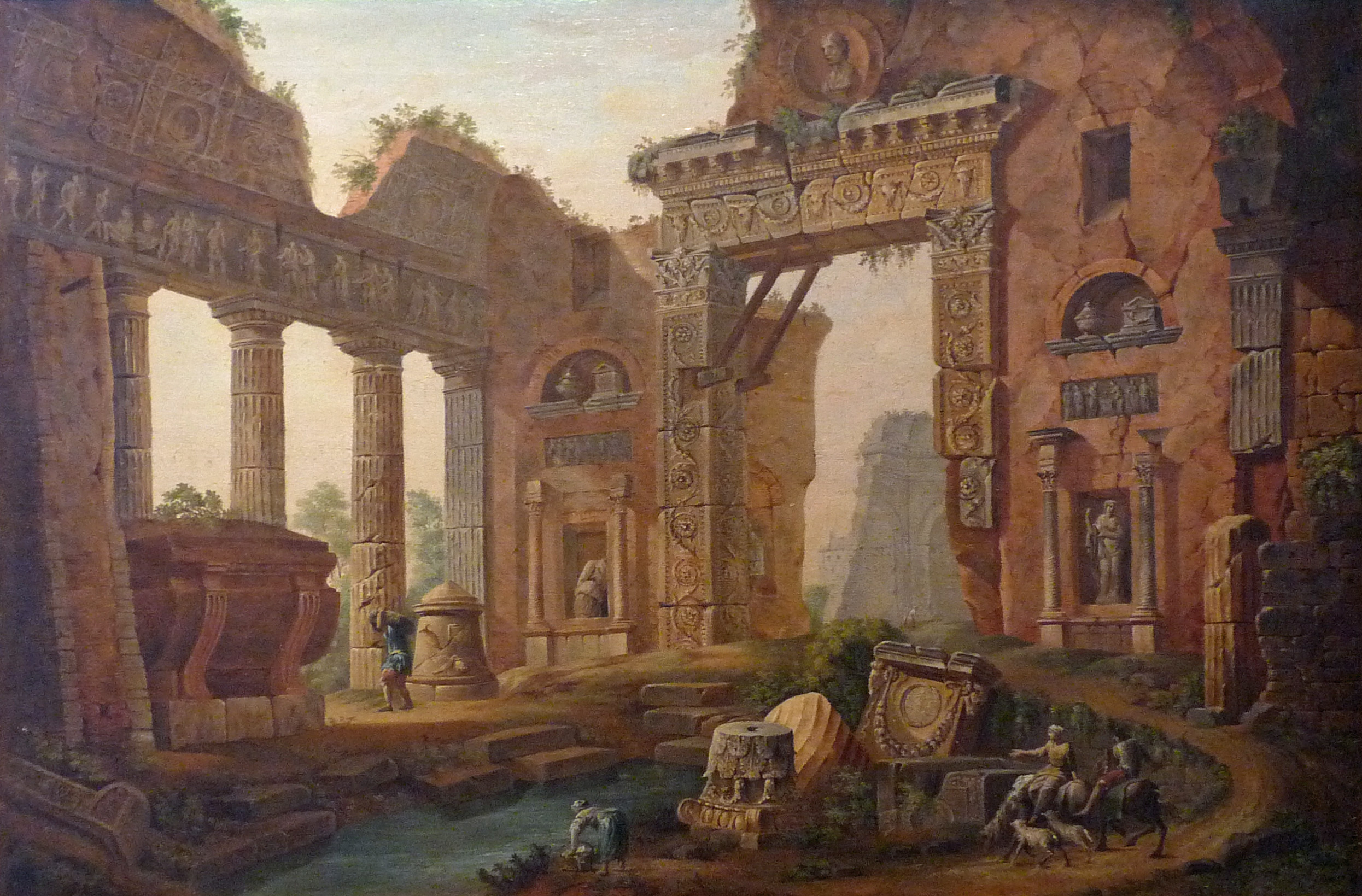
Руины античных терм в Ниме. Холст, масло. Музей Барруа, Бар-ле-Дюк
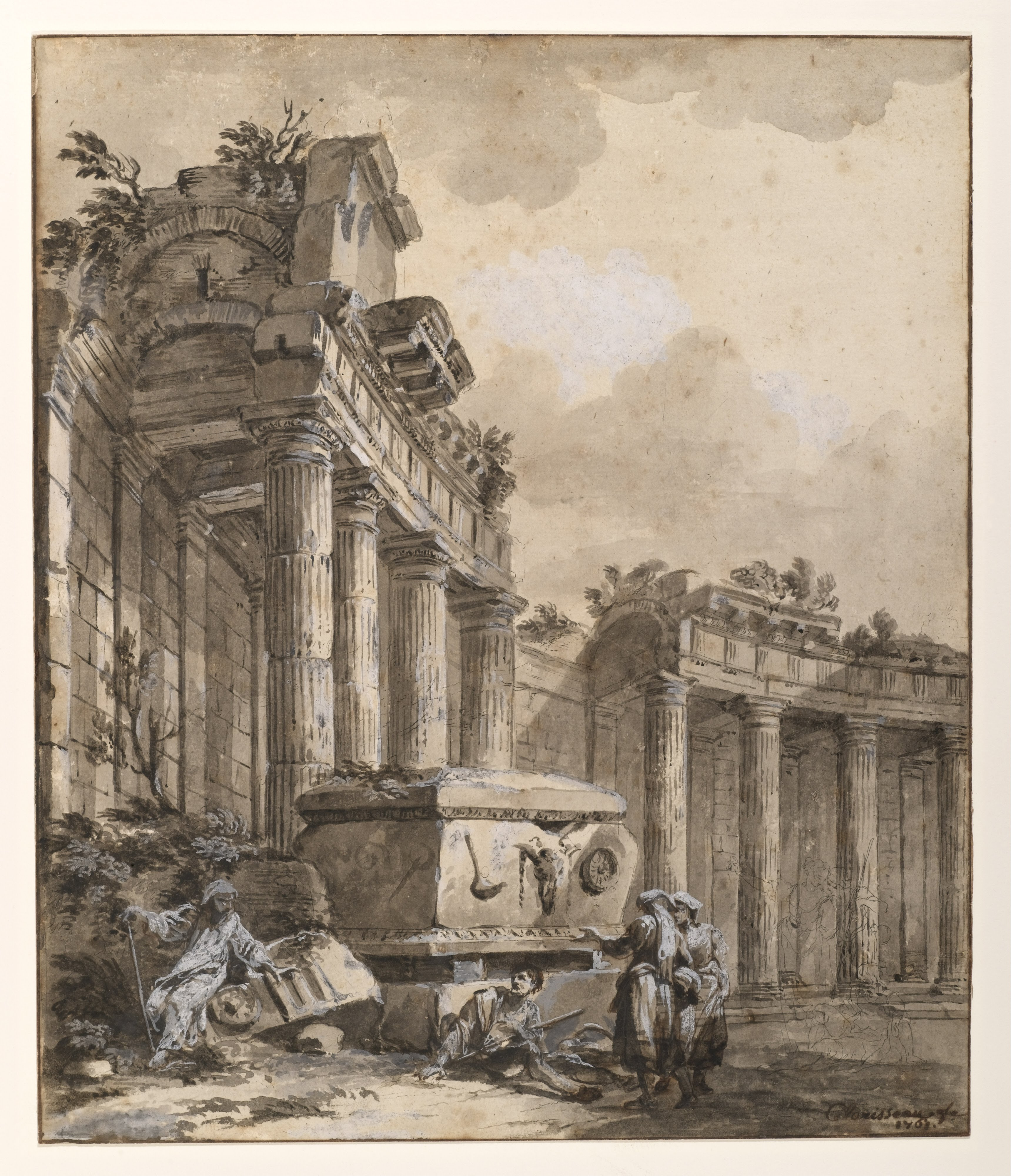
Фигуры около руинированной колоннады. 1761. Бумага, тушь, акварель, гуашь. Смитсоновский музей дизайна Купер Хьюитт, Нью-Йорк
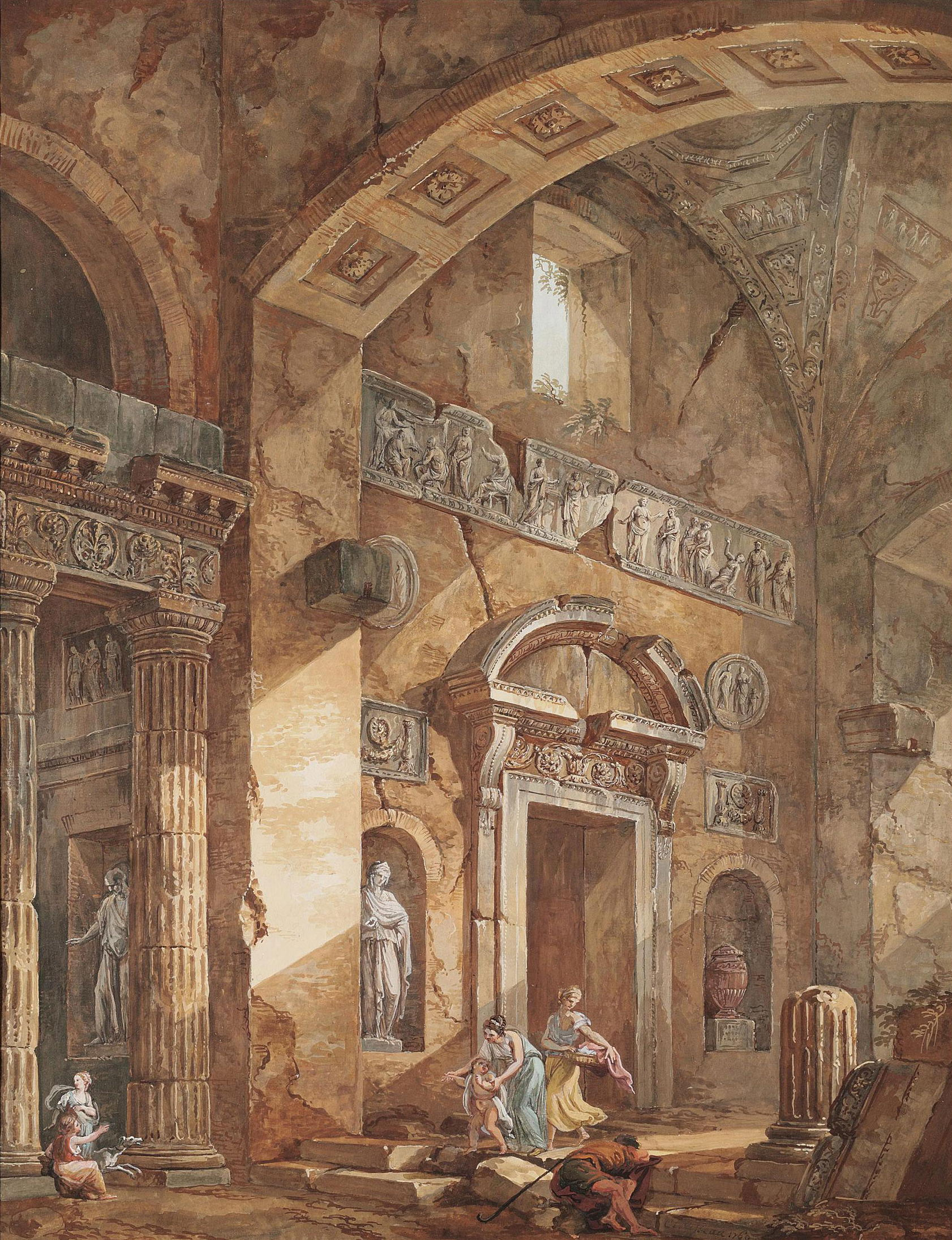
Интерьер римской базилики с фигурами. 1769. Частное собрание
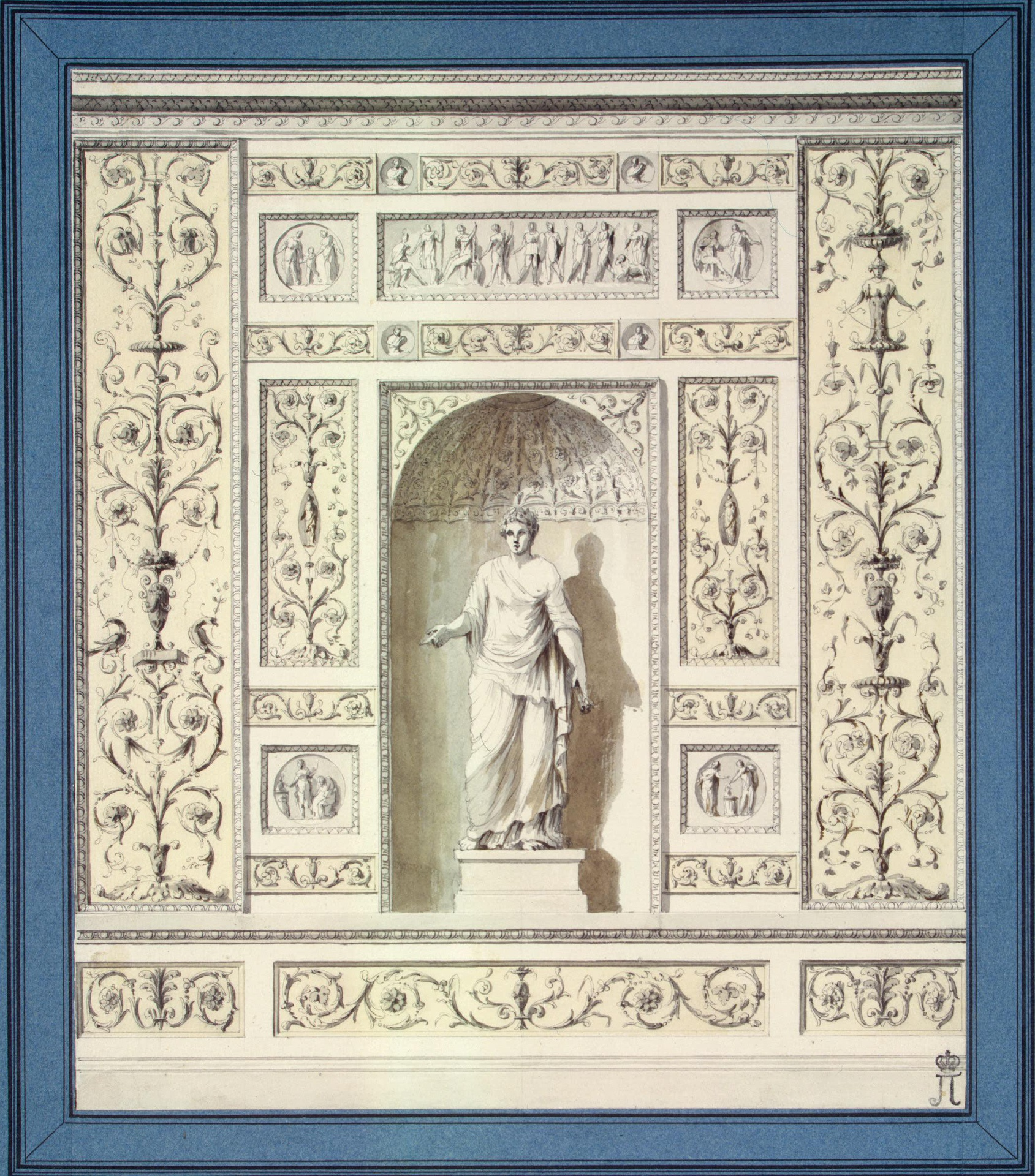
Проект оформления стены «гротеском» для Музея Екатерины Великой. До 1773 г. Государственный Эрмитаж, Санкт-Петербург
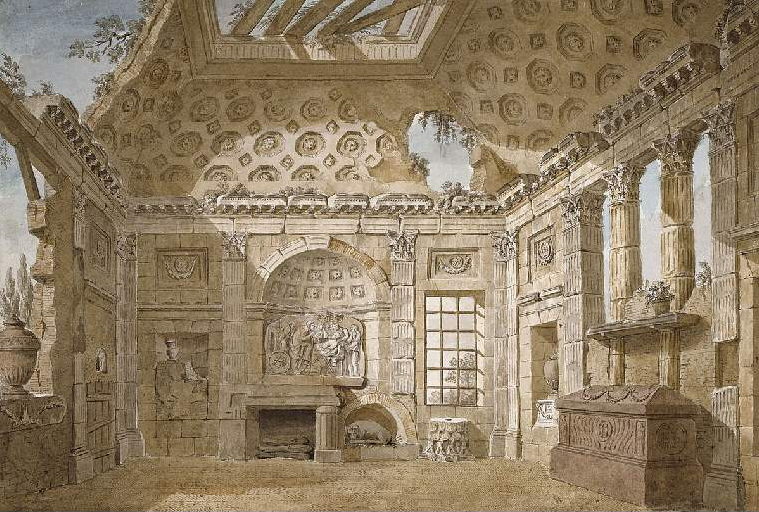
Проект росписи «руинной комнаты» отца Лессёра в монастыре Санта Тринита деи Монти в Риме. 1766—1768. Бамага, тушь, гуашь. Фитцуильям музей, Кембридж (варианты в Эрмитаже, Санкт-Петербург)
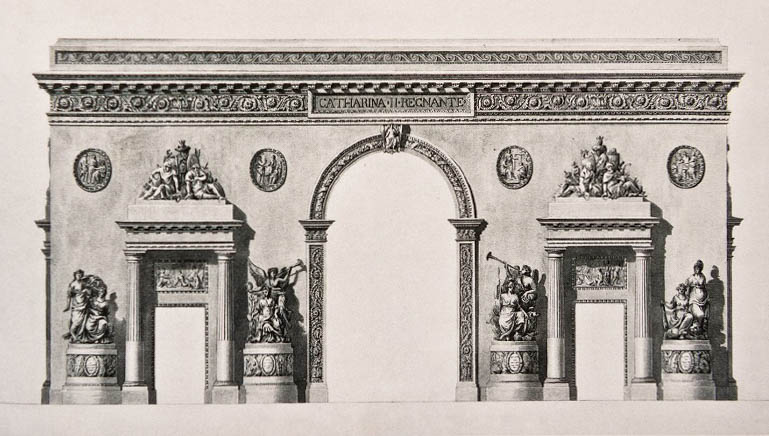
Проект Триумфальных ворот для Москвы. 1781
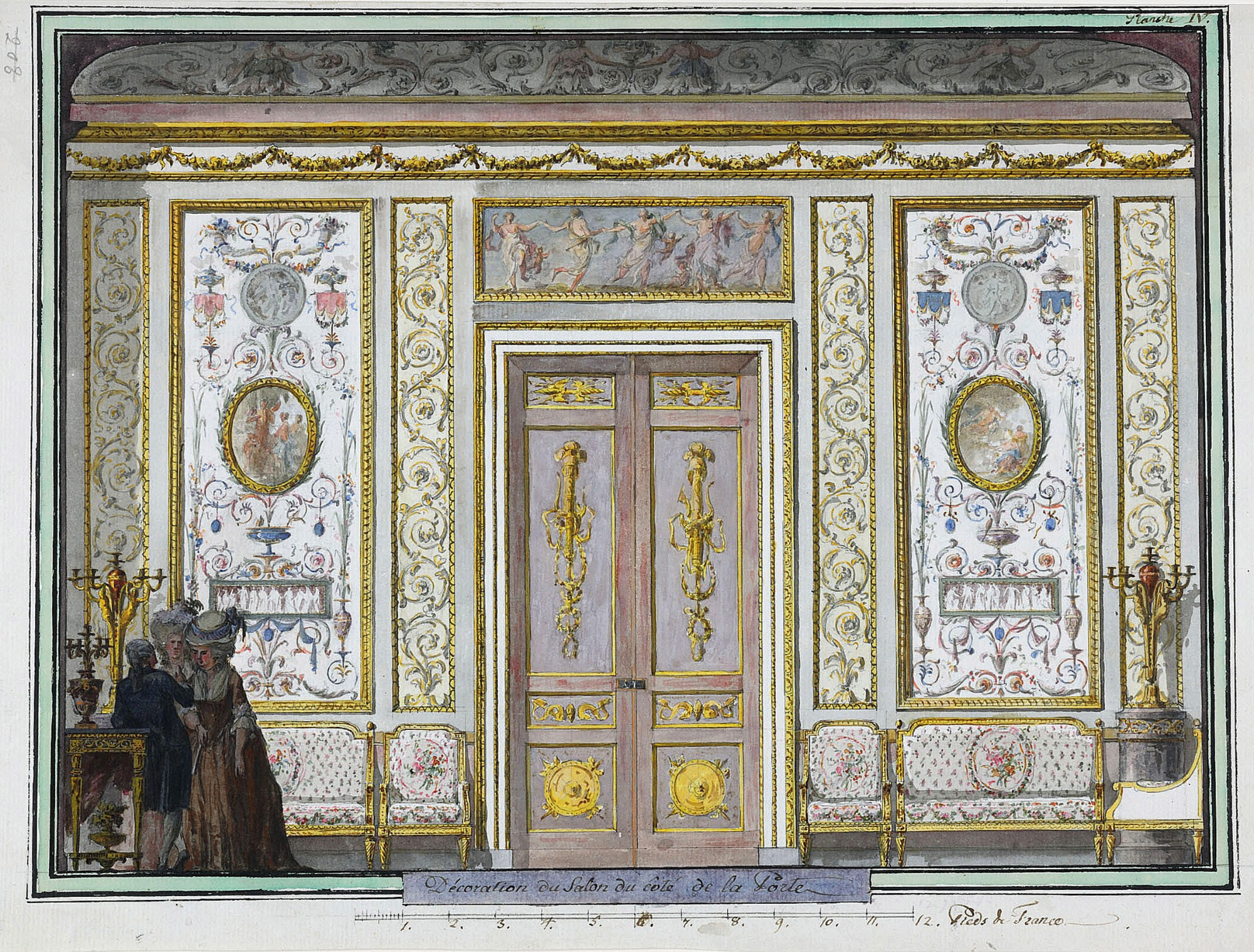
Большой салон в отеле Лорана Гримода де ла Рейньера в помпейском стиле. 1775. Бумага, акварель. Библиотека Варшавского университета
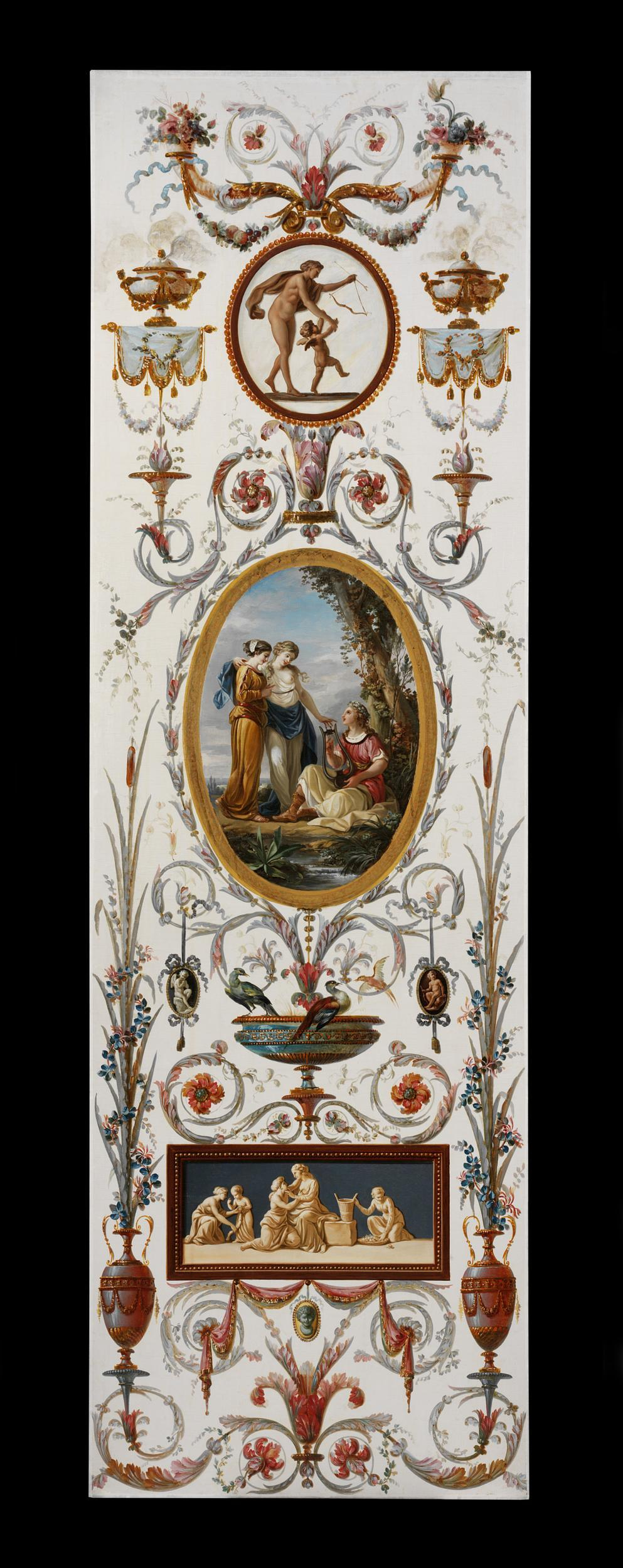
Панно из серии «Жизнь Ахилла» для салона отеля Гримод
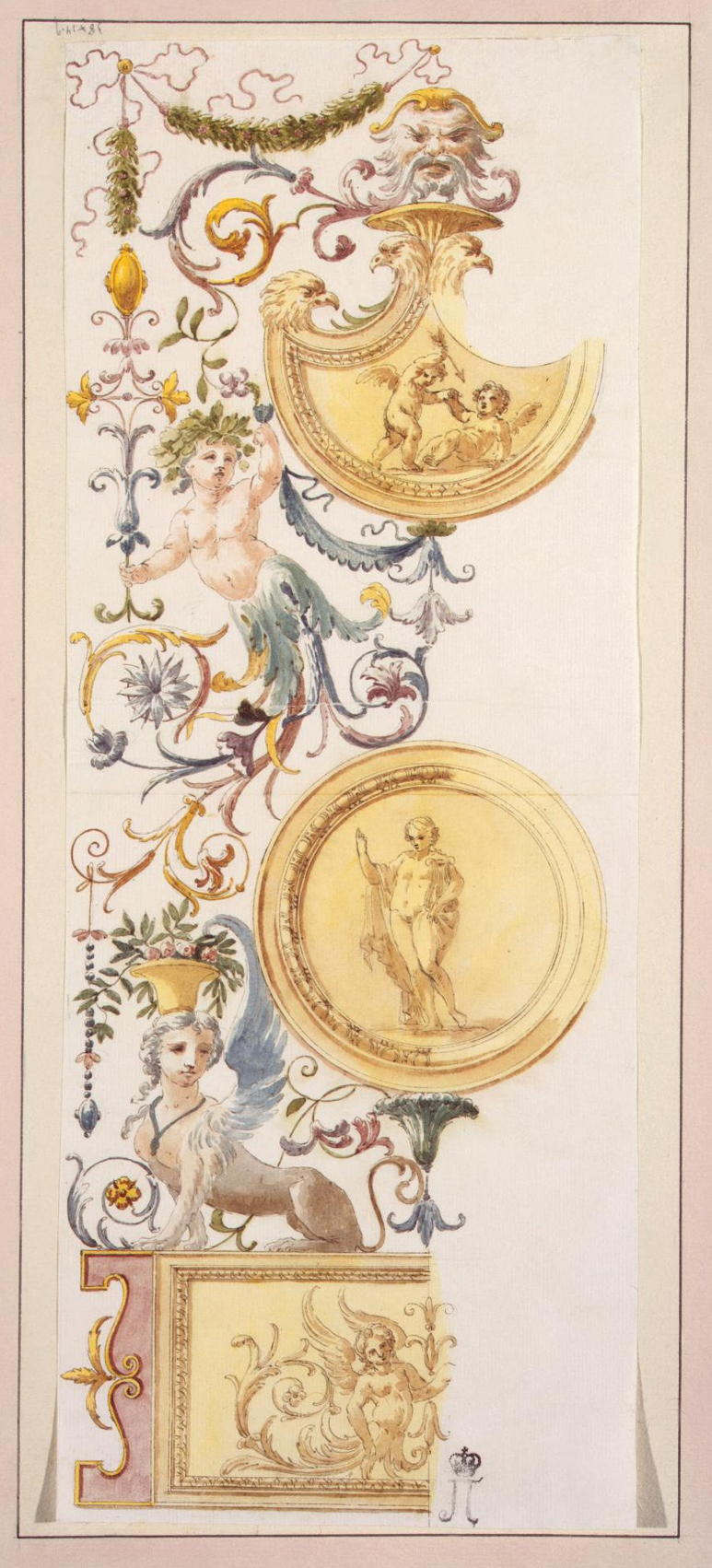
Орнамент в стиле гротеск. Между 1750 и 1755 гг. Бумага, акварель. Государственный Эрмитаж, Санкт-Петербург

## Произведения Клериссо на аукционах
В 2010 году две работы Клериссо, описанные как «Интерьеры римской базилики с фигурами», обе подписанные и датированные 1769 годом, были проданы на аукционе Christie’s за 51 650 фунтов стерлингов.
В 2012 году две работы Клериссо, описанные как «Два архитектурных каприччи с крестьянами, музыкантами и другими деятелями, резвящимися среди классических руин», подписанные и датированные 1773 и 1774 годами, были проданы на аукционе Christie’s за 74 500 долларов. На том же аукционе ещё один лот из двух работ Клериссо «Архитектурное каприччо» и «Гробница куриатов в Альбано», первая подписанная и датированная 1781 годом, вторая подписанная, была продана на аукционе Christie’s за 11 250 долларов.
В 2013 году работа Клериссо «Каприччо римских руин с фигурами на переднем плане», была продана на аукционе Sotheby’s за 20 000 фунтов стерлингов. Также в 2013 году работа Клериссо, описанная как «Каприччо римских руин с крестьянами на переднем плане», подписанная и датированная 1773 годом, была продана на аукционе Sotheby’s за 40 635 долларов.
В 2014 году на аукционе Sotheby’s за 20 000 долларов была продана партия из двух работ Клериссо, описанных как «Древние ворота в Кумах близ Неаполя; Грот Эгерии на Аппиевой дороге», подписанные и датированные 1769 годом.
В 2015 году две подписанные работы Клериссо: «Арка Тита в Риме» и «Форум Нервы в Риме», были проданы на аукционе Christie’s за 20 000 фунтов стерлингов.
В 2016 году работа Клериссо «Классическое каприччио с фигурами у большой арки», подписанная и датированная 1786 годом, была продана на аукционе Christie’s за 13 750 фунтов стерлингов.
В 2018 году работа Клериссо «Вид интерьера старинной римской бани», подписанная, была продана на аукционе Sotheby’s за 11 875 фунтов стерлингов.
В 2019 году работа Клериссо «Римские руины с восточным стаффажем», была продана на аукционе Sotheby’s за 32 500 долларов.